# Michel Buot de l'Épine
Michel Buot de l’Épine, né le 2 mai 1895 à Bourges,  et mort le 8 avril 1956 à Rabat, est un général français, grand-croix de la Légion d'honneur.
Il se distingue particulièrement au cours de la Seconde Guerre mondiale, en 1944, comme colonel du 2e régiment de tirailleurs marocains (2e RTM), lors de campagne d'Italie, au sein du corps expéditionnaire français du général Juin.

## Biographie

### Famille
Michel Buot de l'Épine est né dans une famille d'ancienne bourgeoisie originaire de Normandie, issue de Guillaume Pierre Buot de l'Épine (1752-1830), avocat à Saint-Lô, (Manche). Son grand-père Alfred Buot de l'Épine (1819-1895), était capitaine au long cours. Son père Étienne Valentin Buot de l'Épine (1862-1914), polytechnicien (X 1882), était chef d'escadron d'artillerie et chevalier de la Légion d'honneur. Son oncle Paul Buot de l'Épine (1870-1914), capitaine au 248ème régiment d'infanterie, est mort pour la France, le 20 novembre 1914, au cours de la Bataille de la Marne.

### Carrière
Michel Buot de l'Épine, Saint-Cyrien (Promo.1914-La grande Revanche),  s’engage volontairement dans l’armée le 6 août 1914, devançant l'appel de sa classe. Il gravit les échelons pendant la guerre 1914-1918, sous-lieutenant en décembre 1914, lieutenant en  mars 1916, capitaine en 1917. Il est blessé à quatre reprises durant ce conflit, à Neuville-Saint-Vaast durant la bataille de l'Artois le 11 mai 1915, dans la bataille de Verdun le 23 mars puis le 12 avril 1916, puis au chemin des Dames le 25 avril 1917. Il est cité quatre fois et fait chevalier de la Légion d'honneur en mai 1916.
Dans l’entre-deux-guerres, il effectue plusieurs missions auprès d’armées étrangères comme officier de liaison, puis il devient membre en 1932 de l'état-major du maréchal Pétain,.
À la demande de celui-ci, il est nommé, en 1939, attaché militaire à Madrid, au sein de l’ambassade de France, lorsque le maréchal Pétain devient ambassadeur de France à Madrid. 
En 1942, il donne sa démission et rejoint les troupes françaises en Afrique du Nord. Nommé colonel, il participe aux combats de Tunisie, contre les forces d'occupation de l'Axe et de l'Afrika Korps de Rommel. Puis il fait partie du corps expéditionnaire français en Italie à partir de février 1944 et participe à la bataille du Garigliano en mai à la tête du 2e Régiment de Tirailleurs Marocains (2e RTM), qu'il commande depuis septembre 1943.  Le 3 juillet 1944, il est grièvement blessé à la prise de Sienne, dans un accident de Jeep qui le laisse paraplégique (blessure considérée comme blessure de guerre). Il est promu commandeur de la Légion d'honneur en novembre 1944 en tant que « Chef de Corps d'une rare distinction, à la volonté ardente, au jugement sain et pondéré, à la décision promte et sûre ». Il est précisé qu'il « a du, la mort dans l'âme, passer à son adjoint au moment même où il entrait de nouveau dans la bataille, le commandement du Régiment qu'il avait passionément instruit, puis mené hardiment, pendant trois semaines de combats ininterrompus, de succès en succès ».
Le général Buot de l'Epine est  fait général de brigade et grand-croix de la Légion d'honneur le 13 novembre 1954,.
Il décède en avril 1956  à Rabat au Maroc. Ses obsèques ont eu lieu à Rabat.

## Décorations
- Chevalier de la Légion d'honneur (4 mai 1916)[2]
- Officier de la Légion d'honneur (29 décembre 1934)[2]
- Commandeur de la Légion d'honneur (11 novembre 1944)[2]
- Grand officier de la Légion d'honneur (4 mars 1950)[2]
- Grand-croix de la Légion d'honneur (13 novembre 1954)[2]
- Croix de guerre 1914–1918 avec 2 palmes et 1 étoile (4 citations)[2]
- Croix de guerre 1939–1945 (1 citation)[2]
- Croix de guerre belge avec palme[2]

## Webographie
- « Etat des services », sur la base Léonore.